# Senninha

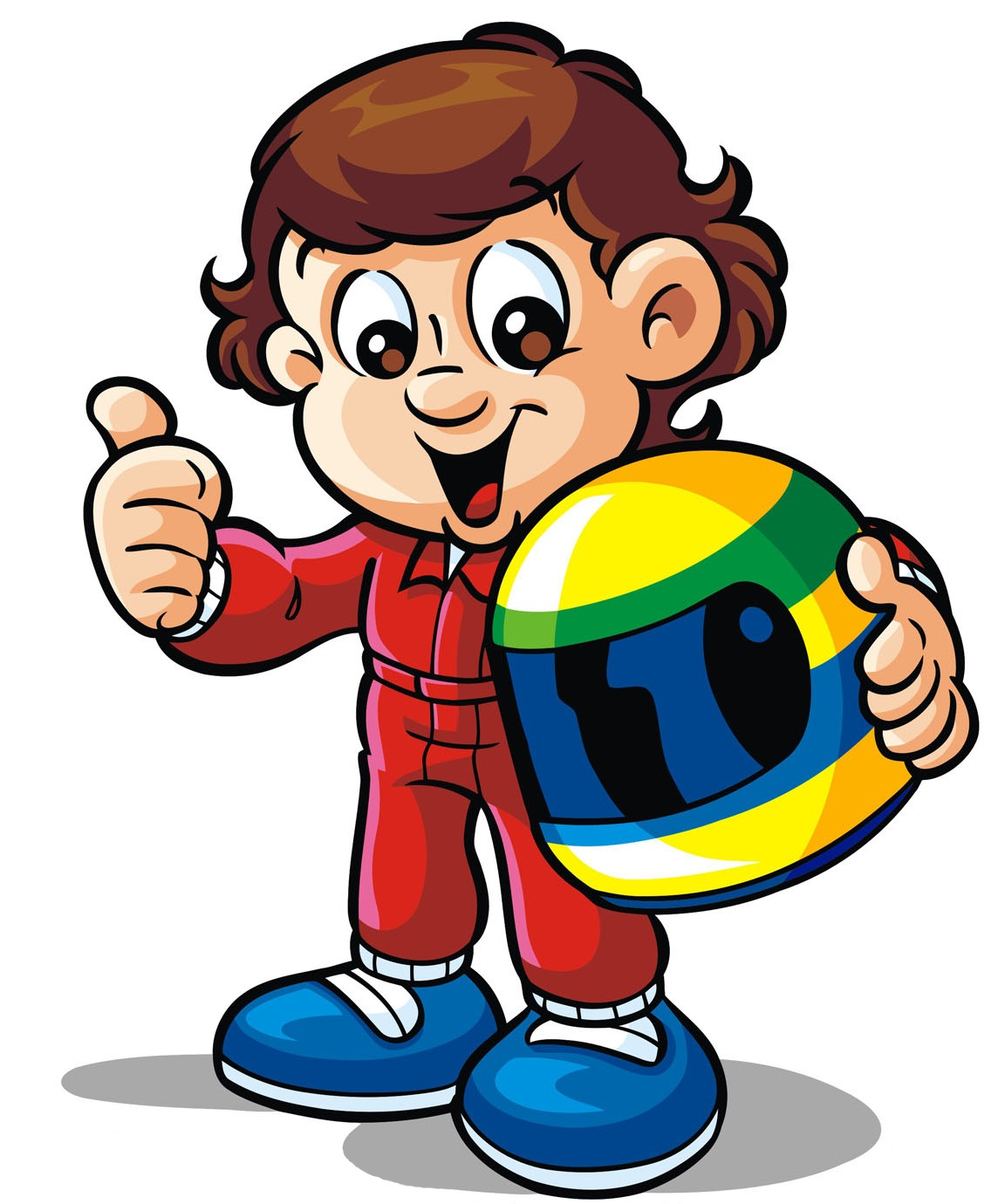
Senninha.

Senninha es un personaje de dibujos animados basado en el piloto de Fórmula 1 Ayrton Senna.
Senninha es un niño que siempre está vestido con un mono rojo (haciendo alusión a la indumentaria que usaba Senna en McLaren) y que siempre está pensando en autos.
Tiene amigos como "Tala Larga", que es el que fotografía todas las carreras de Senninha; "Coni", que es la chica estudiosa de las matemáticas que se encarga de la publicidad de su auto; "Dèia", la detective, y "Neco", el mecánico de aspecto oriental.
El "enemigo" de Senninha es "Braço Duro", que es un niño malcriado y resentido porque Senninha le gana siempre en las carreras infantiles que corren.
El compañero de siempre de Senninha es "Meu herói", que no es más que su casco amarillo que cobra vida. 
Senninha aparece en historietas en Internet en la página web del Instituto Ayrton Senna y también está presente en cuadernos, camisetas y demás artículos para niños.